# Villabuena de Álava
Villabuena de Álava (en basc Eskuernaga, i oficialment Villabuena de Álava/Eskuernaga) és un municipi d'Àlaba, de la Quadrilla de Laguardia-Rioja Alabesa. Ho compon un únic nucli de població que s'estén a banda i banda del rierol Herrera, afluent de l'Ebre, en una profunda vall. La resta del municipi està format per paisatges oberts i superfícies suaus. El municipi limita al nord i a l'oest amb Samaniego, al nord i a l'est amb Leza, a l'oest amb Navaridas i al sud amb Elciego i Baños de Ebro. La capital de la comarca, Laguardia, està 8 km al nord-est. La capital provincial, Vitòria se situa a 42 km. La ciutat de Logronyo, capital de La Rioja està a 24 km. Els pobles més propers són Samaniego i Baños de Ebro, que estan a 3 km.

## Eleccions municipals 2007
Tres partits van competir per l'ajuntament del municipi; EAJ-PNB, PSE-EE i PP. Aquests van ser els resultats: 
- Eusko Alderdi Jeltzalea - Partit Nacionalista Basc : 151 vots (6 escons)
- Partit Socialista d'Euskadi - Euskadiko Ezkerra : 27 vots (1 escó)
- Partit Popular : 20 vots (0 escons)

Aquests resultats van donar com guanyador a l'actual alcalde Juan José Garcia Berrueco, per part de EAJ-PNB, amb una immensa majoria absoluta, en deixar als socialistes amb un únic escó, i als populars sense representació en l'ajuntament. Cal destacar el suport a la candidatura il·legalitzada de EAE-ANV, en ser el vot nul de 36 vots, superant fins i tot els vots rebuts per PSE-EE i PP, però sense superar EAJ-PNB.

## Economia i societat
Villabuena de Álava és un municipi que viu bàsicament del monocultiu de la vinya i de l'elaboració del vi de Rioja. Per a entendre la importància de la indústria vitivinícola cal pensar que en el poble hi ha censades actualment 43 cellers. (1 celler per cada 7,4 habitants). La major part dels cellers són de petits productors, que conreen la vinya i fabriquen el seu propi vi, no obstant això unes quantes cellers tenen una producció més considerable. Entre elles la més prestigiosa de la localitat és possiblement Luis Cañas.
La població de Villabuena ha sofert una evolució oscilante al llarg del segle xx. En 1900 tenia 475 habitants i des de fa uns 20 anys ronda entre els 300 i 350 habitants. La llengua d'ús habitual en el municipi és el castellà. L'actual alcalde és José Ignacio Besa Maestresala de la coalició nacionalista basca PNB-EA. En les últimes eleccions autonòmiques celebrades a l'abril de 2005 la candidatura més votada va ser també la coalició PNB-EA amb el 57,2% dels vots, seguida del PP amb un 21,3% i d'EHAK amb el 14,5%.

## Història
Antigament era un llogaret de Laguardia anomenat Villaescuerna. En 1661 va obtenir el títol de vila, moment que va aprofitar a més per a canviar el seu nom, que resultava pel que sembla malsonant, pel de Villabuena de Álava. Quan l'ajuntament va voler adoptar una denominació bilingüe per al municipi es va produir certa controvèrsia, ja que no existia una forma tradicional del nom en euskera. Es va sopesar la possibilitat d'anomenar la població Uriona, que és la traducció literal de Villabuena al dialecte occidental de l'euskera. Uns altres van proposar utilitzar el nom antic de la població, Villaescuerna, que va ser adaptat d'una forma vasquizada donant origen a Eskuernaga, nom que finalment va aprovar l'ajuntament.
La seva denominació oficial actual bilingüe va ser adoptada per resolució del 20-11-1996 (Butlletí Oficial del País Basc 04-12-1996 i Butlletí Oficial de l'Estat 12-02-1997). No obstant això, l'Euskaltzaindia no reconeix aquest nom com a correcte.